# ドム教会

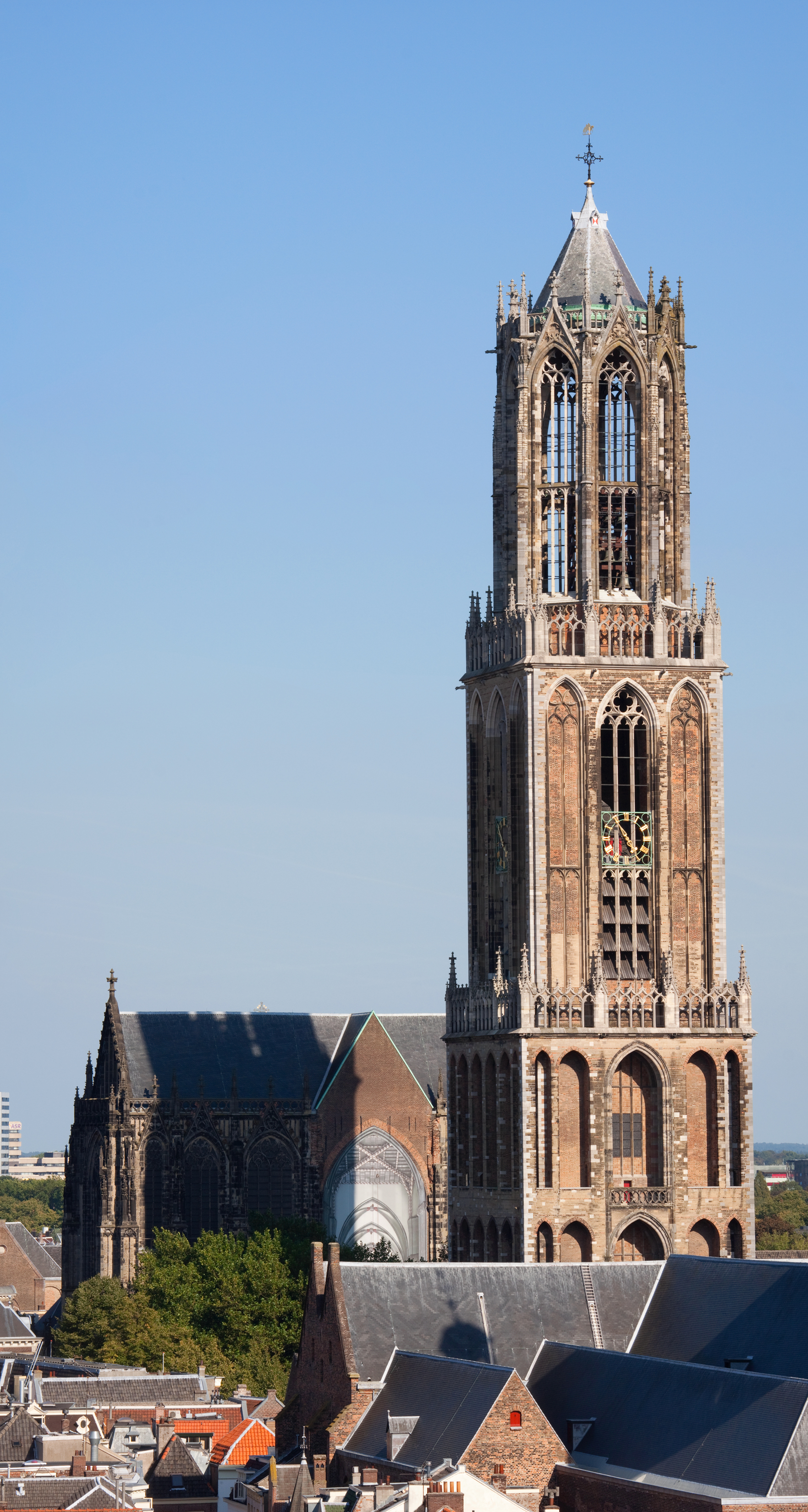
ドム教会

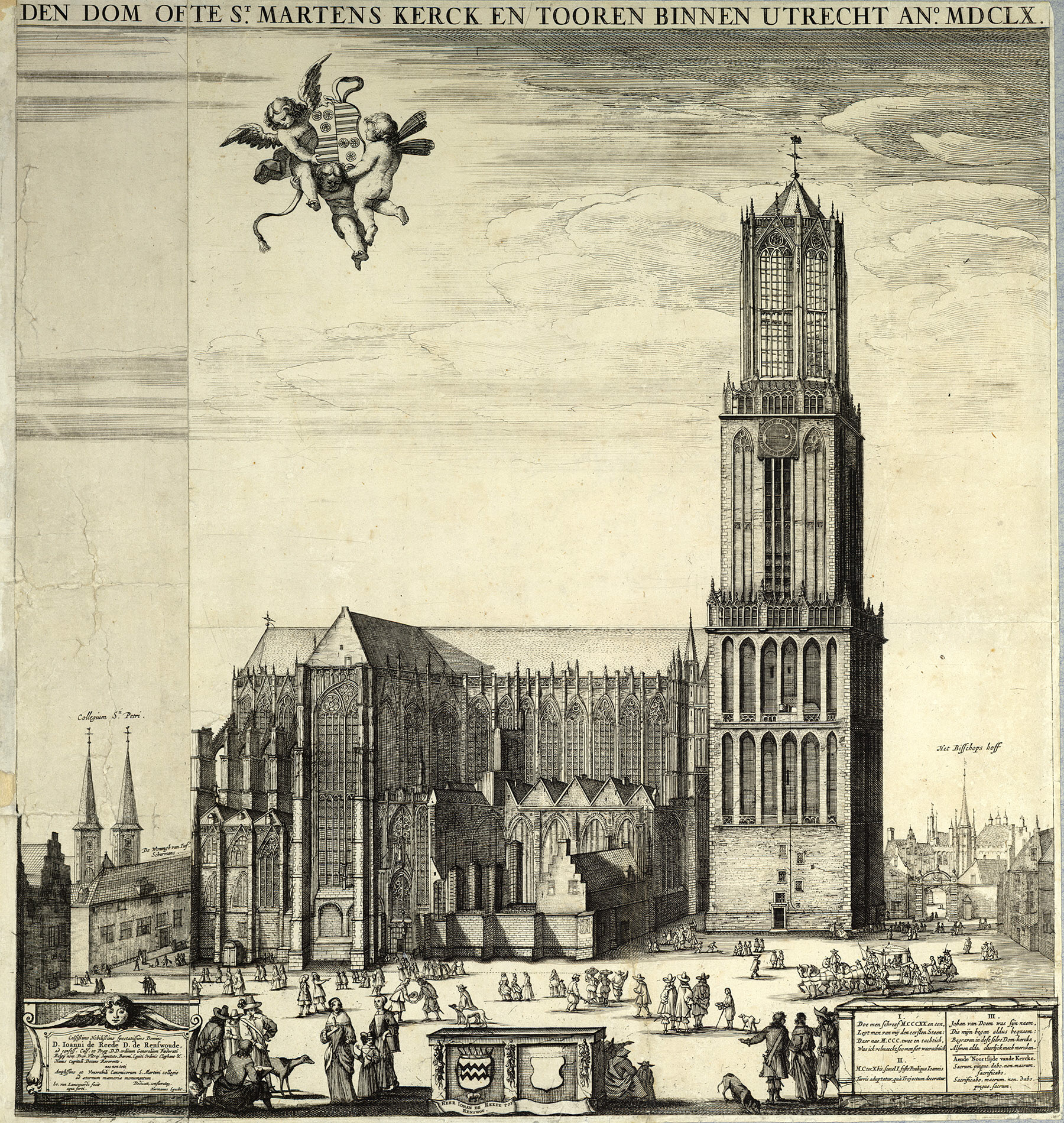
暴風雨で損壊する前のドム教会（1660年）

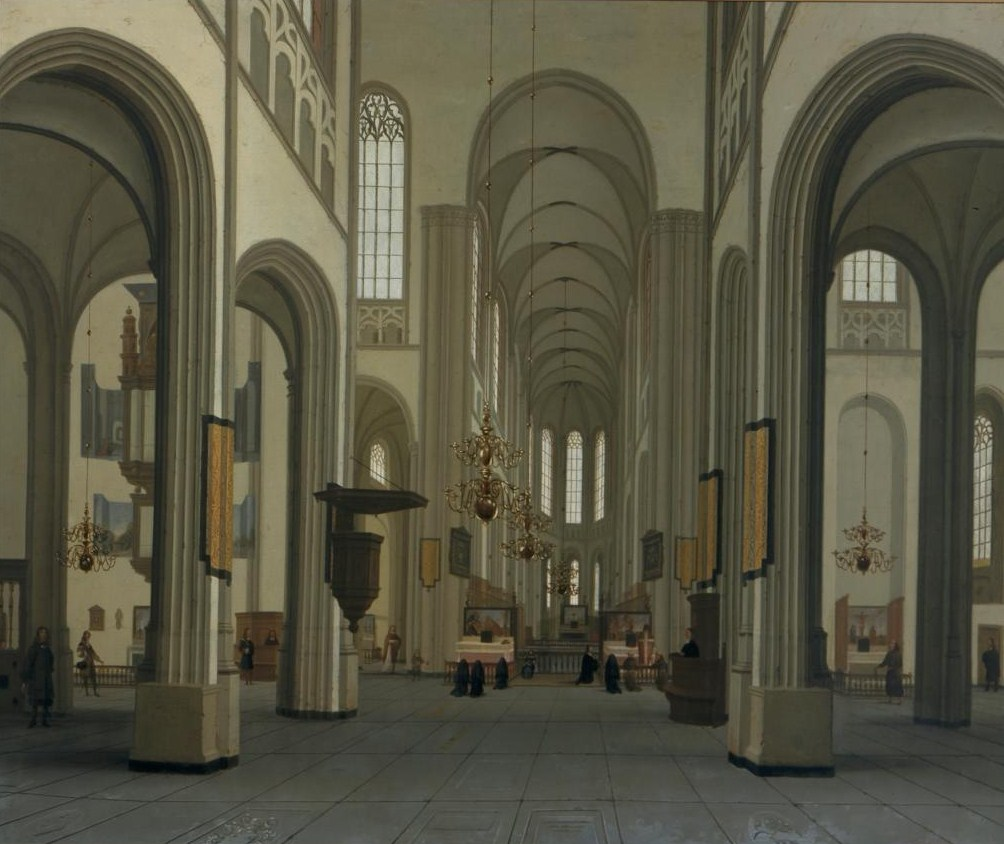
身廊内部（1674年）

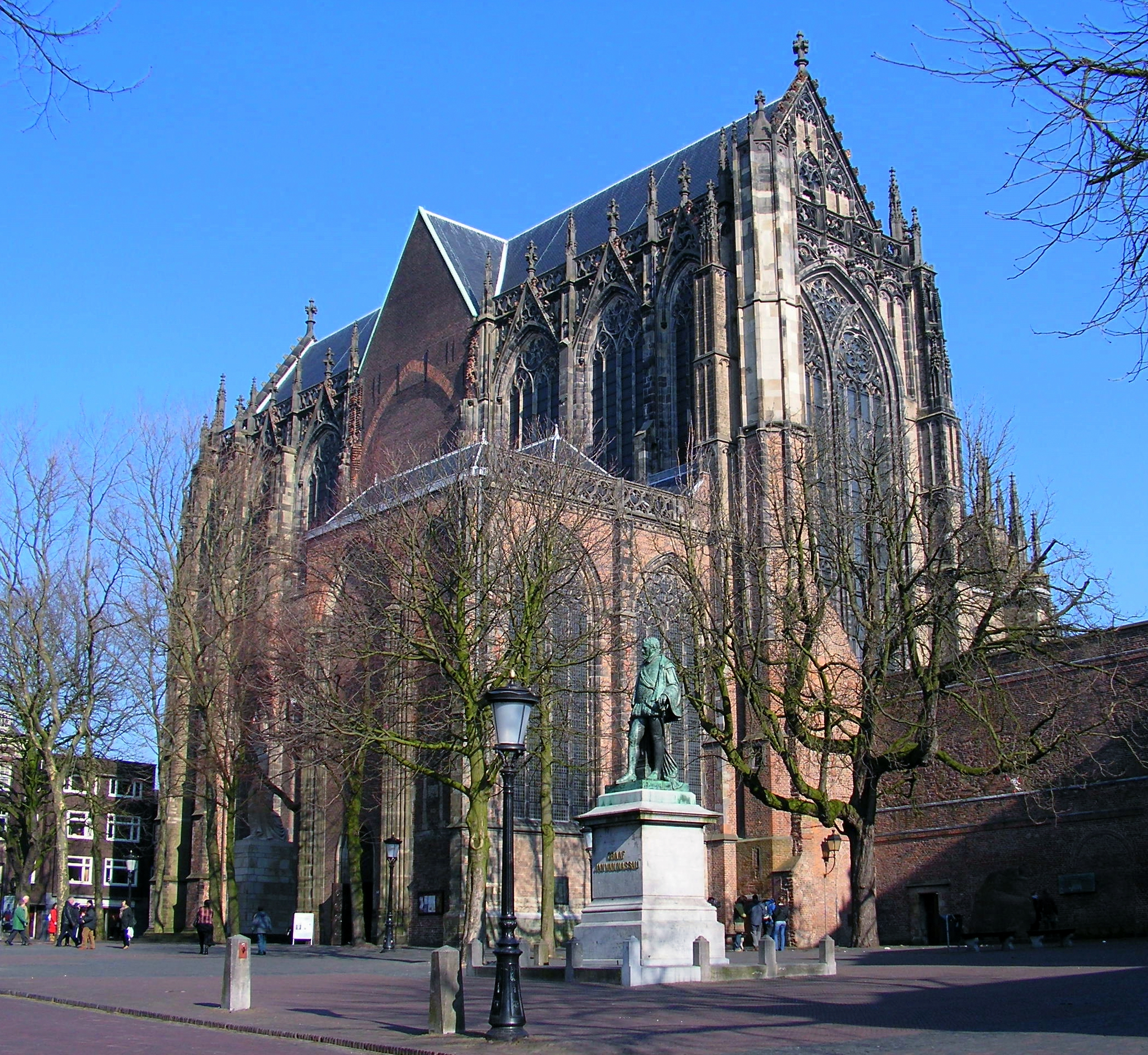
教会の外観

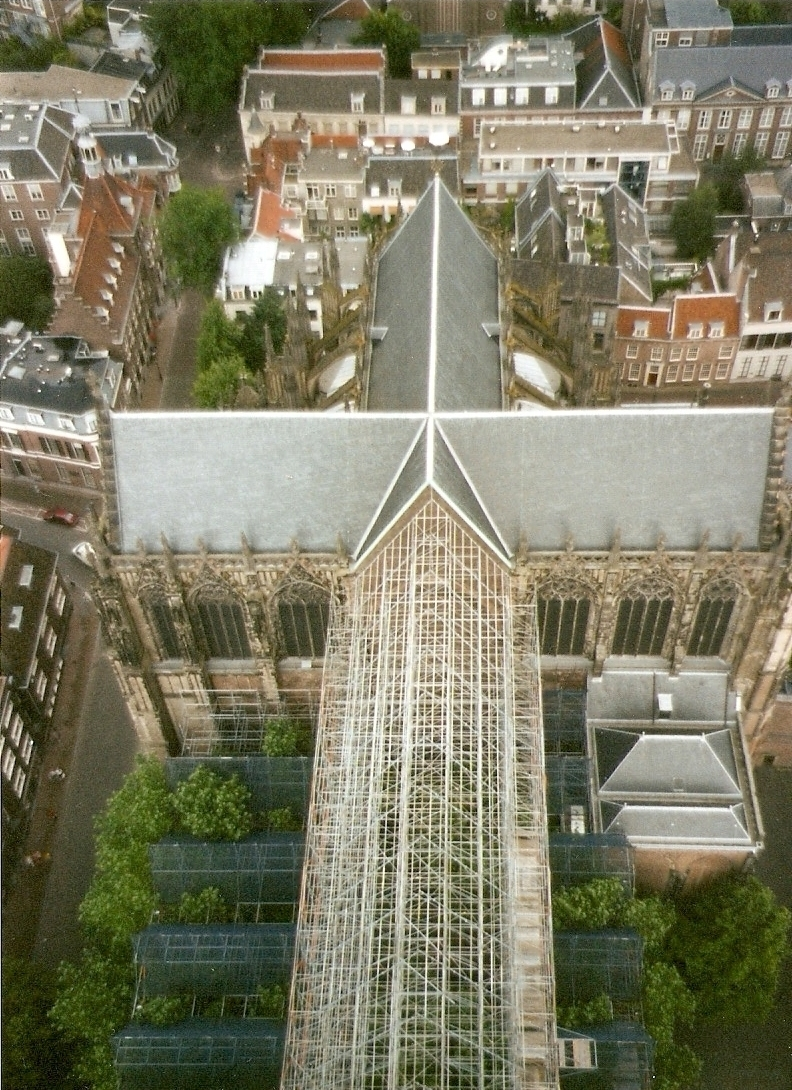
ドム塔から見た仮再建された身廊（2004年）

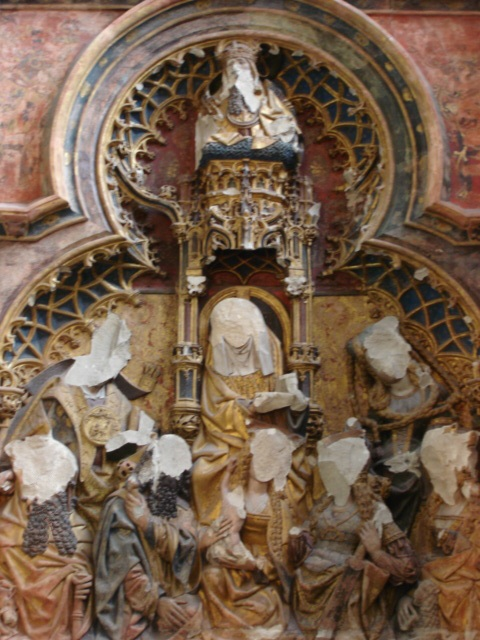
宗教改革で破壊された祭壇の装飾

ドム教会（ドムきょうかい、オランダ語: Domkerk）または聖マルティン大聖堂（せいマルティンだいせいどう、Sint-Maartenskathedraal）は、中世のユトレヒトに建設されたユトレヒト大司教区の司教座聖堂。トゥールの聖マルティヌスを記念した。当時はオランダ最大の大聖堂であり、ゼーラント州のミデルブルフ大聖堂とともにオランダに2つあったカセドラルのうちの1つであった。1580年にプロテスタントの教会となった。

## 歴史
ドム教会の歴史は古く、初代カトリック教会が建設されたのは630年頃のことであるが、当初は木造であり倒壊と再建を繰り返した。1023年にロマネスク建築の大聖堂が建設されたが、1253年の大火事で半焼した。ユトレヒト大司教は聖堂を建て替える決断をした。しかし、資金不足のため建設は非常にゆっくりと進行した。新大聖堂は一つの尖塔を備えたゴシック建築だった。1382年に塔が完成した。
1566年にオランダの宗教改革が始まった。1580年、カトリックは大聖堂から退去し、代わってプロテスタントの所有となった。
1674年、竜巻による暴風雨によりユトレヒトでは多くの犠牲者を出した。大聖堂の被害も甚大で、中央部の身廊が崩落した。外壁を支える控え壁が不十分だったことが原因とされる。その後、再建計画が策定されたが資金不足のため実行出来ず、内陣と塔が分離された状態で現在に至る。

## 建築
ドム教会はフランスで発達した建築様式であるゴシック建築の影響を受けている。しかし、他のオランダの教会と同様に地域性を保持している。フランスのゴシック教会とは異なり、ドム教会は塔を一つしか持たない。高さ112メートルのドム塔は、教会の塔としてはオランダで最も高く、ユトレヒトのランドマークとなっている。日本では長崎県のテーマパーク、ハウステンボスのシンボルタワー「ドムトールン」のモデルとしても知られている。

## 今日の大聖堂
現在のドム教会は内陣およびドム塔で構成される。1674年の豪雨で倒壊した教会中央の身廊はDompleinと呼ばれる大木が立つ広場となっている。舗道に埋め込まれた多彩な石が当時の教会の外郭を示している。
建築開始から750周年となった2004年、足場によって一時的な再建を果たした。この足場は既に解体されている。
2013年、ドム教会の発掘調査を行うプロジェクトが発足した。

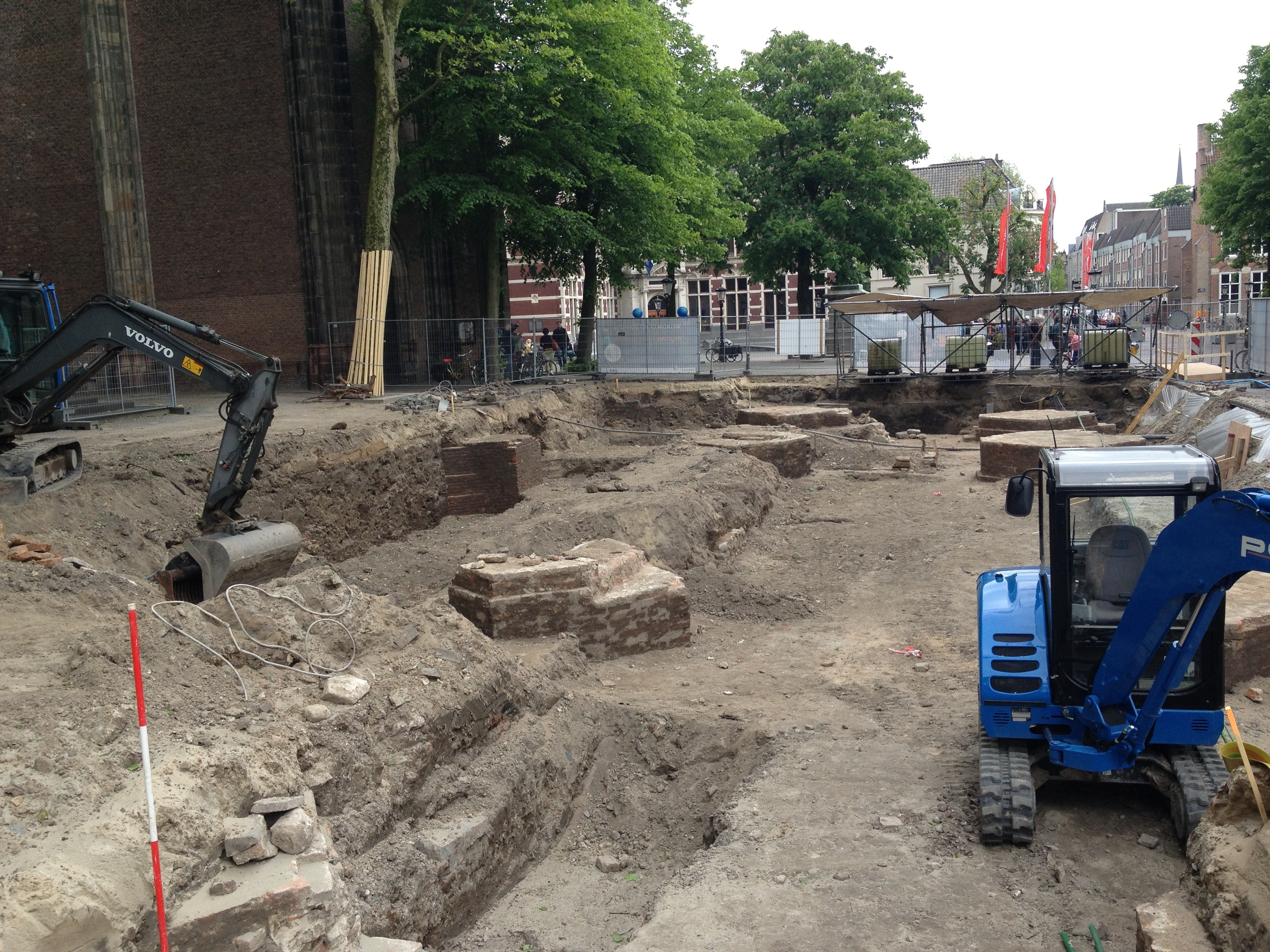
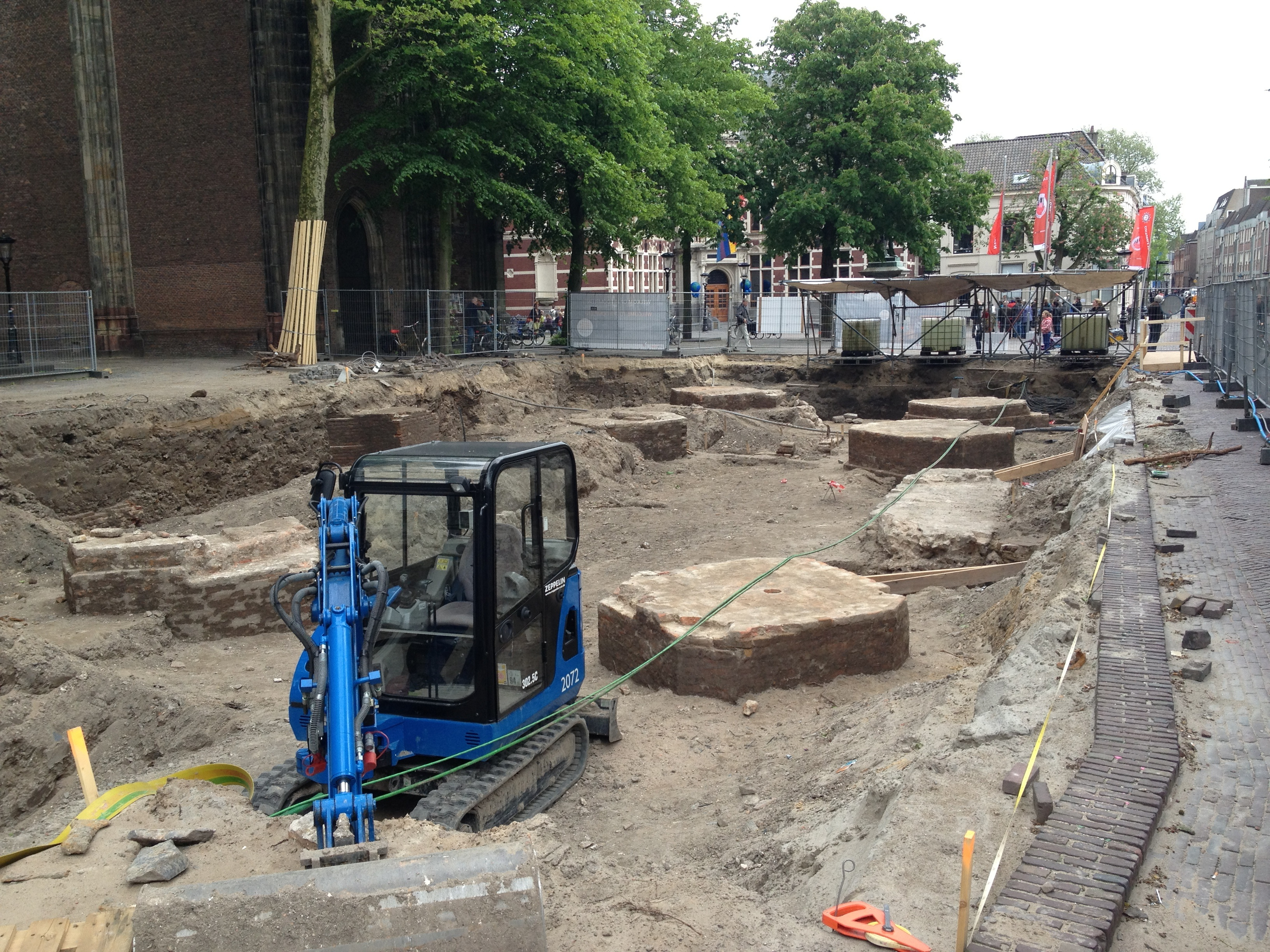
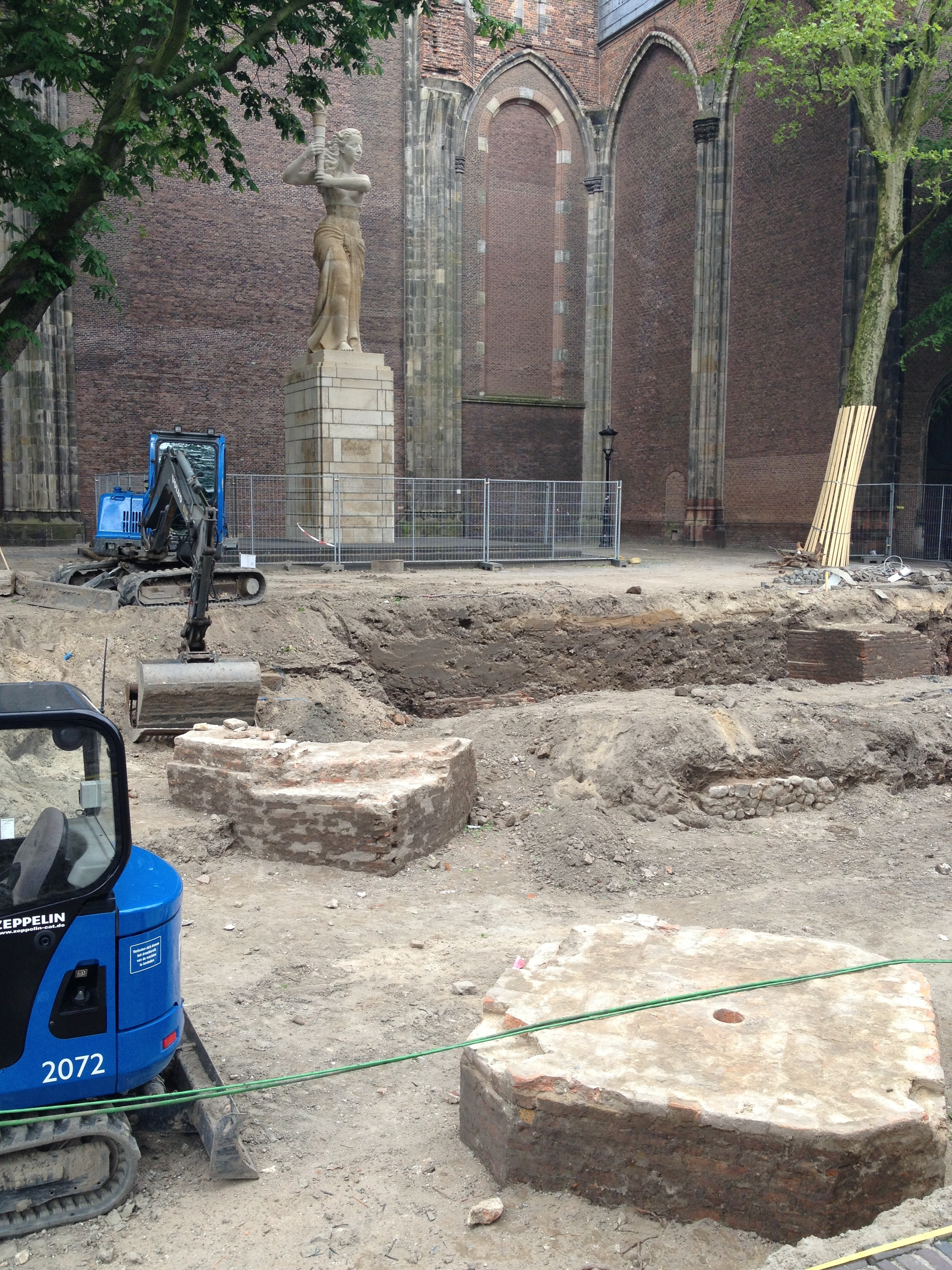

回廊および参事会会場も現存しており、ユトレヒト大学のメインホールとなっている。参事会会場はネーデルラント連邦共和国を建設したユトレヒト同盟が署名を行った場所でもある。

## 墓地・記念碑
ユトレヒトは西の神聖ローマ帝国にとって重要な都市であり、ザーリアー朝とは特に深い関係にあった。中世初頭には、神聖ローマは常にドム教会の名誉司教座聖堂参事会員に名を連ねていた。コンラート2世およびハインリヒ5世はそれぞれ1039年と1125年にユトレヒトで没した。彼らの内臓と心臓はドム教会で埋葬されている。聖歌隊席の床にひっそりと嵌め込まれている「皇帝の石」（keizerssteentjes）がその歴史的事実を現在に伝えている。
比較的無傷で現存しているドム教会唯一の中世の霊廟は、14世紀の主教ギー・ダヴェーヌ（エノー伯ジャン2世の弟）の墓だけである。
他にも多くの美しい墓標や記念碑が存在する。中でも、16世紀中葉のヘオルヘ・ファン・エフモント司教の記念碑は歴史的に重要である。